# Melavanki, Gokak
Melavanki là một làng thuộc tehsil Gokak, huyện Belgaum, bang Karnataka, Ấn Độ.